# Yo! MTV Raps
Yo! MTV Raps - двухчасовая американская телевизионная программа музыкальных видеоклипов, которая выходила в эфир на телеканале MTV с 6 августа 1988 года по 17 августа 1995 года. Программа, созданная Тедом Демме и Питером Догерти, была первым хип-хоп-шоу в телесети, основанном на оригинальном шоу телеканала MTV Europe, которое транслировалось годом ранее. Yo! MTV Raps состояло из различных рэп-видео, интервью со звёздами рэпа, живых выступлений в студии (по пятницам) и юмора. Шоу также привело к появлению бразильской версии под названием Yo! MTV, которое транслировалось телеканалом MTV Brasil с 1990 по 2005 год.

## Ведущие
Американскую версию передачи изначально вёл Fab 5 Freddy. Позже в следующем 1989 году главными ведущими шоу стали Доктора Дре́ и школьный друг Демме, Эд Лавер, которые вели передачу вместе в будние дни. Вскоре к ним присоединился участник рэп-группы Доктора Дре́, Original Concept, T Money. Fab 5 Freddy вёл передачу по выходным дням. Пилотный эпизод шоу был показан на MTV 6 августа 1988 года.
Выходившая в эфир в будние дни передача получила название Yo! MTV Raps Today. Она дебютировала 13 марта 1989 года. Эд Лавер создал свой собственный танец под названием The Ed Lover Dance (который обычно показывался по средам), который стал несколько популярным в 1990-х годах. Эд Лавер исполнял этот танец под песню «The 900 Number» диджея The 45 King.

## История
В 1987 году Тед Демме и Питер Догерти разработали программу для тогдашнего зарождающегося телеканала MTV Europe. Год спустя группа Run-D.M.C. была ведущей пилотного эпизода в США. Также в пилоте принял участие дуэт DJ Jazzy Jeff & The Fresh Prince. Видео Eric B. & Rakim для заглавного трека с альбома Follow The Leader было первым видео, которое было показано на Yo! MTV Raps. Пилот был одной из самых высоких рейтинговых программ, когда-либо транслировавшихся на MTV. Только Video Music Awards и Live Aid получили более высокие рейтинги.
Видео на песню «Chain Gang» дэнсхолл-исполнителя Shinehead было первым видео, которое было показано в эпизоде регулярного сезона. В то же время, видео на песню «High Rollers» рэпера Ice-T было первым видео, которое было воспроизведено во время показа шоу в будние дни. Классический логотип Yo! MTV Raps был создан ранним художником граффити, Dr. Revolt. Тема из анимационной заставки шоу была написана композитором Найджелом Кокс-Хагеном (англ. Nigel Cox-Hagen), а сама анимация была создана Бо Тарди (англ. Beau Tardy).

### Yo! MTV Rapsи распространение хип-хопа
Появление Yo! MTV Raps в конце 1980-х годов сыграло решающую роль в распространении хип-хопа по всему миру. Благодаря телеканалам MTV Europe, MTV Asia и MTV Latino, афроамериканцам и латиноамериканцам стиль и звучание были мгновенно доступны миллионам людей по всему миру. Это помогло создать мировую признательность и интерес к хип-хоп-сцене, которые были отмечены на 20-летии программы Yo! MTV Raps.

### Соперничество
Передача Video Music Box была первым соперником. В январе 1989 года бывший соперник, телеканал BET, создал конкуренцию, когда состоялась премьера Rap City (это была двухчасовая программа, теперь это часовое шоу по состоянию на июль 2009 года). Шоу было самой продолжительной хип-хоп-программой из-за его 19-летней продолжительности (заканчивающейся в 2009). В то время как шоу Yo! MTV Raps, которое в настоящее время прекращено, в основном фокусировалось на рэп-сцене Восточного Побережья, Rap City также включал в себя видео начинающих андеграунд рэперов из разных регионов США.

### Down With MTV
Одним из самых популярных артистов, представленных на Yo! MTV Raps, была группа Naughty by Nature. Когда MTV начал свою рекламную кампанию Down With MTV в 1992 году, в качестве основы был взят хит Naughty by Nature «O.P.P.».

### Цензура и снижение популярности
Рейтинги упали после показа в 1991 году видеоклипа на песню «By the Time I Get to Arizona» (с англ. — «К тому времени, когда я доберусь до Аризоны») группы Public Enemy. Видео признали слишком жестоким. Yo! MTV Raps также было близко к закрытию, получив отказ в показе видео на песню «How I Could Just Kill a Man» (с англ. — «Как я мог просто убить человека») группы Cypress Hill. Только после вмешательства вице-президента по развитию музыки и артистов на MTV, Шери Хауэлл, MTV изменило своё мнение.
Примерно в 1992-93 годах MTV транслировало Yo! MTV Raps только один раз в неделю, в течение двух часов, по пятницам после полуночи.

### ПриездYo! MTV Rapsв Россию
Ведущие Yo! MTV Raps (Doctor Dré, Ed Lover, T-Money) посетили Россию в рамках фестиваля «Белые ночи Санкт-Петербурга» в БКЗ «Октябрьский» в июне 1993 года. Среди именитых рэп-исполнителей из США на фестиваль также приехали звёзды телешоу, Vanilla Ice и Salt-N-Pepa. Организовал этот приезд Габриэл Толливер (англ. Gabriel Tolliver), один из продюсеров передачи Yo! MTV Raps. Журналисты ОРТ взяли интервью у Ваниллы Айс и показали в эфире отрывки из его выступления на фестивале.

### КонецYo!
Заключительная серия Yo! MTV Raps вышла в эфир 17 августа 1995 года. Многочисленные громкие имена в мире хип-хопа завершили сериал фристайл сессией. Группа Salt-N-Pepa появилась в первом (технически в первом эпизоде с Fab 5 Freddy) и последнем эпизодах Yo! MTV Raps.
С 1996 по 1999 MTV видоизменило шоу и назвало его просто Yo!. Видоизменённая версия была гораздо более урезанной. Шоу Yo! имело еженедельный список специальных гостей в качестве ведущих. Например, Энджи Мартинес и Фэтмэн Скуп выполняли функцию ведущих. К 1998 году у шоу Yo! не было ни одного приглашённого ведущего, и оно стало часовой программой, которая транслировалась поздно вечером в пятницу в 1:00 ночи или в 1:30 ночи по стандартному восточному времени.
В 2000 году рынком сбыта для хип-хоп-видеоклипов на MTV стала программа Direct Effect, известная с 2006 года как Sucker Free. Он выходит три раза в неделю около 19:00 по стандартному восточному времени. Это один из немногих рынков сбыта для музыкальных видеоклипов для MTV, кроме часов ротации музыкальных видео поздним вечером/ранним утром, так как MTV продолжает фокусироваться на не музыкальных видео программах, особенно на реалити-шоу.

### Возрождение сортов
Yo! MTV Raps сделали своего рода возвращение после 8-летнего перерыва во время шоу Jackassworld.com: 24 Hour Takeover в феврале 2008 года. Шоу вёл Стив-О (наряду с Сэм Маккароне), который продвигал свой новый рэп-альбом, делал фристайлы и показывал его новое музыкальное видео. Старый сет был тщательно воссоздан, и в этом эпизоде Джонни Ноксвилл показал, что Майк Джадж создал совершенно новый эпизод «Бивис и Баттхед» с Бивисом и Баттхедом, издевающимися над рэп-видео Стив-О.

### 20-я годовщина
В апреле 2008 года шоу Yo! MTV Raps отметило своё 20-летие, вернувшись на MTV. Шоу MTV Sucker Free было преобразовано в Yo! MTV Raps и показало классические музыкальные хип-хоп-клипы, а также нынешние хип-хоп-видео. Fab 5 Freddy, Doctor Dré и Ed Lover внесли свой вклад в шоу. В конце апреля 2008 года MTV транслировало шоу Yo! с обратным отсчётом, в которых были показаны лучшие моменты шоу во время его трансляции на MTV.

### 30-я годовщина
1 июня 2018 года в спортивной арене «Барклайс-центр» (Бруклин, Нью-Йорк) состоялось воссоединение семьи Yo! MTV Raps на концерте под названием «Yo! MTV Raps: 30th Anniversary Experience». Мероприятие стало первым мероприятием в кампании, которое, как сообщается в пресс-релизе MTV, "заново откроет" Yo! MTV Raps как на своих телевизионных каналах, так и в социальных сетях. MTV транслировало концерт на своём веб-сайте. Помимо того, что на концерте присутствовали неизменные ведущие всеми любимой телепередачи - Fab 5 Freddy, Ed Lover, Doctor Dré и T-Money - на мероприятие пришло много хип-хоп-артистов, появлявшихся на шоу в период между 1988 и 1995 годами: Big Daddy Kane and The Juice Crew, Eric B. and Rakim, Doug E. Fresh, KRS-One and Boogie Down Productions, EPMD, Flavor Flav of Public Enemy, Melle Mel & The Furious Five, The Pharcyde, Brand Nubian, Nice and Smooth, Onyx, Black Sheep, Das EFX, Special Ed, Yo-Yo, Kid Capri и первое выступление после распада в 1994 году группы Young Black Teenagers, известной по хиту «Tap The Bottle». В качестве диджеев на концерт были приглашены DJ Skribble, DJ Red Alert и DJ Chuck Chillout. Помог воплотить этот концерт в жизнь Чарльз Стеттлер - бывший менеджер The Fat Boys, Эд Лавера и Доктора Дре́.

## Упоминания в популярной культуре

### Упоминания в песнях
- MC Hammer упоминает Тед Демме, Doctor Dré, Ed Lover и Fab Five Freddy в его кавер-версии песни «Have You Seen Her»: «Ted, Dré, or Ed Lover… Fab Five Freddy, won’t you help a young brother? Have you seen her? Tell me have you seen her?» (с англ. — «Тед, Дре́ или Эд Лавер… Fab Five Freddy, ты не поможешь молодому брату? Ты её видел? Скажи мне, ты видел её?»).
- Песня LL Cool J «Murdergram» 1990 года имела текст «You’re only known cause of Yo MTV raps» (с англ. — «Ты известен только из-за Yo! MTV Raps»).
- Песня хип-хоп-группы EPMD «Give the People» 1990 года ссылалась на Yo! MTV Raps с лирикой, «To get airplay and a spot on TV, like Ed Lover and Doctor Dré from Yo! MTV Raps» (с англ. — «Чтобы получить трансляцию и место на телевидении, как Эд Лавер и Доктор Дре́ из Yo! MTV Raps»). Это означало, что если вы хотите стать успешным рэпером, вам нужно прийти на Yo! MTV Raps.
- В популярной песне 1992 года Ice Cube «It Was a Good Day» была лирика «Went to Short Dog's house and they was watching Yo! MTV Raps» (с англ. — «Мы пошли в дом Short Dog, и они смотрели Yo! MTV Raps»).
- На песне «The Breakdown» с альбома O.S.T. группы People Under The Stairs, Double K читает рэп «Three times was dope and MTV was YO!» (с англ. — «Три раза было круто, а MTV было YO!»).
- Песня «Seasons» андеграунд хип-хоп-группы Cunninlynguists 2003 года сравнила историю хип-хопа со сменой времён года: «No more gold, no more Yo! MTV Raps, now we got R&B cats stealin' classic rap tracks» (с англ. — «Больше нет никакого золота, нет никакого Yo! MTV Raps, теперь у нас есть R&B коты, которые крадут классические рэп-треки»).
- В песне «B-Boy» группы Crown City Rockers на их альбоме Earthtones Раашан Ахмад начинает песню с «Beat Street, Wild Style, Yo! MTV Raps».
- В песне «Good Times» Juelz Santana на своём альбоме What The Game's Been Missing, говорит: «Memba them good ol' Yo! MTV Raps, man I hope they bring Yo! MTV back» (с англ. — «Я помню их старую хорошую передачу Yo! MTV Raps, Я надеюсь, что они вернут назад Yo! MTV»).
- Песня «Seduction» Эминема 2010 года имеет лирику «But if you think you’re fucking with me, homie you’re on one, I’m cockin' my head back like Ed Lover, come on son» (с англ. — «Но если ты думаешь, что ты поимеешь меня, братан, ты на одном, я откину мою голову назад, как Эд Лавер говорит, "Перестань, сынок"»).

### Другие упоминания
- В комедийной драме ABC Doogie Howser, M.D. примерно в то же время Дуги часто видели одетым в белую футболку Yo! MTV Raps, среди других цветов.
- В комедийном сериале 'Full House, когда Мишель в последний раз посещает её совесть, плохая Мишель просит настоящую Мишель улизнуть и посмотреть с ней Yo! MTV Raps.
- В ситкоме The Fresh Prince of Bel-Air, когда семья раздражается из-за громкого барабана Эшли, Уилл говорит: «Она не будет на Yo! MTV Raps, если вы все не будете работать со мной! Об этом говорится в эпизоде „Bang the Drum Ashley“».
- В фильме Ожидание... менеджер Дэн (David Koechner) рассказывает парням из автобуса (Макс Каш и Энди Милонакис) если он поймает их ослабевающими, он уволит их быстрее, чем они смогут сказать: Yo! MTV Raps.
- В эпизоде второго сезона эпизода телесериала Smart Guy под названием «Bad Boy» Флойд говорит: «Я смотрел Yo! MTV Raps».
- Подкаст Magic: The Gathering под названием «Yo! MTG Taps», является отсылкой к механике «постукивания», используемой в игре.
- Был набор коллекционных карточек Yo! MTV Raps, на которых были изображены различные ведущие шоу и многие артисты, чьи видео были представлены на шоу.
- Эпизод TruTV Presents: World's Dumbest..., вышедший в 2013 году, объявлял о представлении под названием Yo! TruTV Raps! с отсылкой на шоу.